# Somerfield

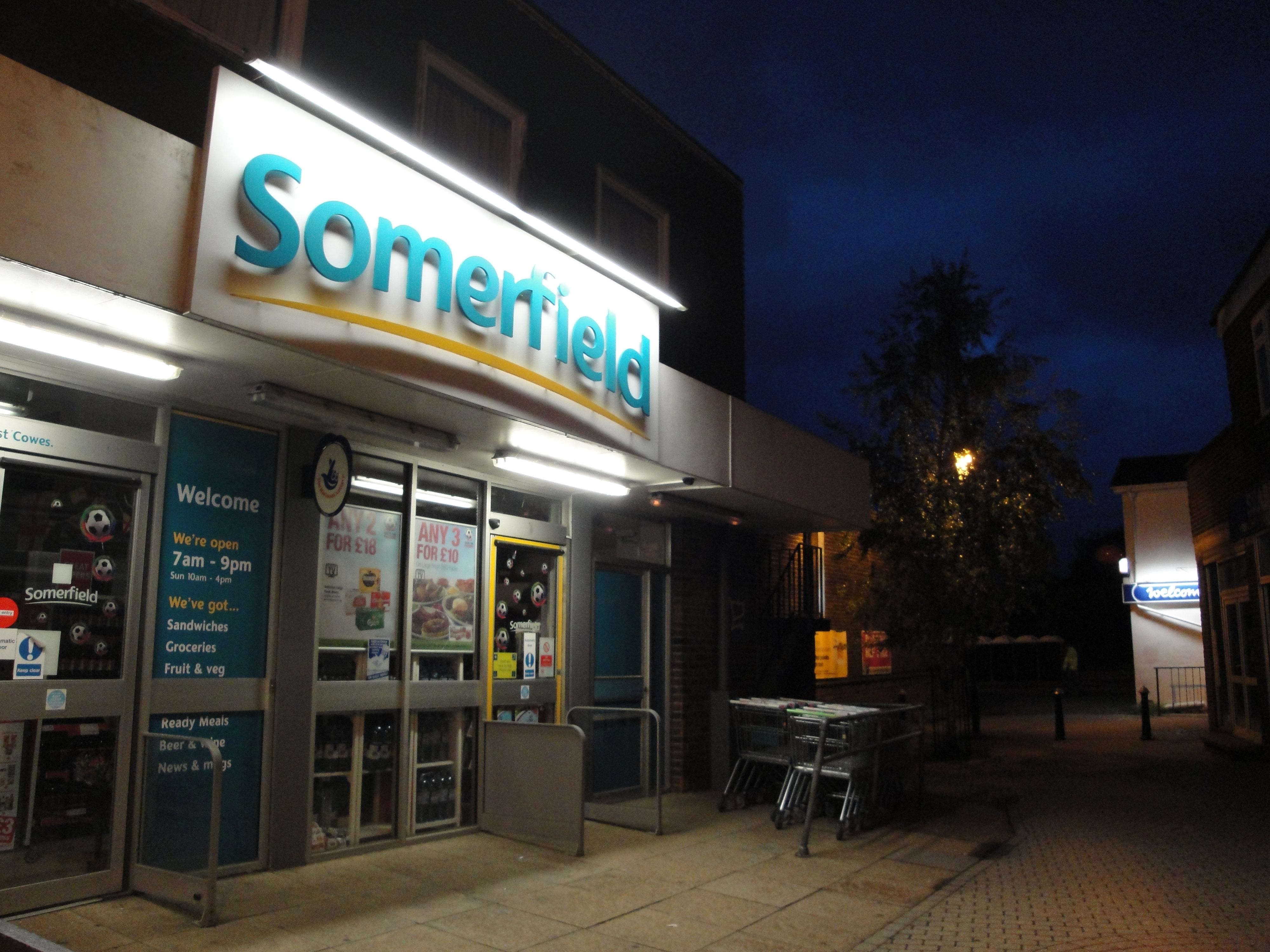
Sklep Somerfield w East Cowes

Somerfield – sieć supermarketów średniej wielkości działających w Wielkiej Brytanii w latach 1875–2011. Główna siedziba firmy znajdowała się w Bristolu. 
W 2005 roku roczny obrót firmy wynosił 4676 mld GBP. Firma liczyła około 900 sklepów i zatrudniała 46 098 pracowników. Według stanu na 2006 roku Somerfield był szóstą pod względem wielkości brytyjską firmą zajmującą się handlem detalicznym produktami spożywczymi, z 4,1% udziałem w rynku.
W 2008 roku firma została wykupiona przez The Co-operative Group za kwotę 1,57 mld GBP. W latach 2009–2011 odbyła się stopniowa integracja obiektów sieci Somerfield z The Co-operative, po czym marka Somerfield została zlikwidowana.